# Newtonsville (Ohio)
Newtonsville es una villa ubicada en el condado de Clermont en el estado estadounidense de Ohio. En el Censo de 2010 tenía una población de 392 habitantes y una densidad poblacional de 595,87 personas por km².

## Geografía
Newtonsville se encuentra ubicada en las coordenadas 39°10′54″N 84°5′19″O / 39.18167, -84.08861. Según la Oficina del Censo de los Estados Unidos, Newtonsville tiene una superficie total de 0.66 km², de la cual 0.66 km² corresponden a tierra firme y (0%) 0 km² es agua.

## Demografía
Según el censo de 2010, había 392 personas residiendo en Newtonsville. La densidad de población era de 595,87 hab./km². De los 392 habitantes, Newtonsville estaba compuesto por el 98.98% blancos, el 0% eran afroamericanos, el 0.26% eran amerindios, el 0% eran asiáticos, el 0% eran isleños del Pacífico, el 0% eran de otras razas y el 0.77% pertenecían a dos o más razas. Del total de la población el 1.02% eran hispanos o latinos de cualquier raza.